# Rubus divaricatus
Rubus divaricatus é uma espécie de planta com flor pertencente à família Rosaceae. 
A autoridade científica da espécie é P.J. Müll., tendo sido publicada em Flora 130. 1858.

## Portugal
Trata-se de uma espécie possivelmente presente no território português, nomeadamente no Arquipélago dos Açores.
Segundo a Checklist da Flora de Portugal (Continental, Açores e Madeira) trata-se de um taxa com problemas taxonómicos no território indicado.

## Protecção
Não se encontra protegida por legislação portuguesa ou da Comunidade Europeia.